# Киня (посёлок)
Киня — упразднённый в августе 2023 года посёлок в Гаринском городском округе Свердловской области России.

## География
Урочище расположено в 65 километрах к северо-северо-востоку от посёлка Гари, в лесной местности, между рекой Киня бассейна реки Тавда и её притоком Малая Киня (Киня выше впадения Малой Кини на некоторых картах обозначена как Большая Киня), в 2,5 километрах к северу от озера Кинского.

## История
В мае 2023 года Дума Гаринского городского округа приняла решение об упразднении посёлка. В июле 2023 года законопроект принят к рассмотрению Законодательным Собранием Свердловской области
.
Областным законом № 78-03 от 1 августа 2023 года посёлок упразднён.

## Население
| 2002 | 2010 |
| ---- | ---- |
| 5    | ↘3   |

## Инфраструктура
В советское время в посёлке находилась станция узкоколейной железной дороги Пуксинка — Рынта.

## Транспорт
Автомобильное сообщение с посёлком отсутствует.